# Coccophagus vegai
Coccophagus vegai är en stekelart som beskrevs av Girault 1932. Coccophagus vegai ingår i släktet Coccophagus och familjen växtlussteklar. Inga underarter finns listade i Catalogue of Life.